# Diana Island (Antarktika)
Diana Island ist eine Insel im Palmer-Archipel westlich der Antarktischen Halbinsel. Sie liegt unmittelbar westlich des Bonaparte Point der Anvers-Insel und 2,5 km südsüdöstlich der Amsler-Insel.
Das Advisory Committee on Antarctic Names benannte sie im Jahr 2014.